# Greta Duréel
Margaretha "Greta" Brita Duréel, död i juni 1696, var centralfigur i det stora juvelsveket i Riksbanken på 1690-talet.

## Biografi
Greta Duréel var dotter till landsdomaren Peter Duréel i Blekinge län och Hallands län och Helena Silfverstierna.
Riksbanken lånade ut pengar mot lösörepanter. Dessa värdesattes av juveleraren Paul Wijkman, som dock inte inspekterade dem sedan de värdesatts. Duréel anlitade fänrikshustrun Maria Eriksdotter, kallad Lilla Maja, som mellanhand, som efter Wijkmans värdering förde pantaskarna till henne. Duréel tömde pantaskarna, fyllde dem med värdelösa föremål och förslöt dem med juvelerarens förfalskade sigill. Därefter belånades panterna. Duréel svindlade till sig omkring 60 000 daler kopparmynt, Margaretha Hoffvenia omkring 30 000, Lilla Maja 3 000–6 000 och Greta Appelgren, född Törnsköld, 3 000. Bedrägeriet uppdagades av banken 1694. Maria Eriksdotter arresterades och angav Duréel under tortyr. Greta Duréel var då sjuk, men avgav bekännelse 29 april. Hon avled i juli av sin sjukdom. Maria Eriksdotter halshöggs 1699, medan Margaretha Hoffvenia och Greta Törnsköld gick fria i brist på erkännande.

### Familj
Greta Duréel gifte sig 1683 med hovjunkaren Arvid Appelgren.